# Thomas Faist
Thomas Faist (* 22. Dezember 1959 in Wolfach) ist ein deutscher Soziologe.

## Leben und Werk
Thomas Faist leistete 1978 bis 1980 Zivildienst, nahm 1981 bis 1982 an einem akademischen Austauschprogramm mit dem Rhodes College in Memphis, Tennessee, teil und arbeitete dort im Büro des Kongressabgeordneten Harold Ford sr. Von 1983 bis 1986 koordinierte er das Bildungsprogramm Arbeitskreis Ausländische Arbeitnehmer in Tübingen. Sein Studium schloss er 1986 mit dem Magister artium an der Universität Tübingen ab.
1990 bis 1992 beriet er in New York die dortige Manpower Development Research Corporation über Themen beruflicher Ausbildung in Deutschland und erhielt 1992 den PhD-Grad in Politikwissenschaft an der Graduate Faculty der New School for Social Research in New York.
Von 1992 bis 1999 war er an der Universität Bremen tätig, unter anderem als wissenschaftlicher Mitarbeiter, Privatdozent und Professor für Politikwissenschaft. An der Hochschule Bremen baute er von 2000 bis 2004 den Internationalen Studiengang Politikmanagement auf. Er habilitierte im Jahr 1999 an der Universität Bremen.
Er wurde 2003 Kuratoriumsmitglied im Deutschen Institut für Public Affairs (DIPA). Seit Oktober 2004 ist er Professor für Transnationale Beziehungen und Entwicklungssoziologie an der Universität Bielefeld. Faist hatte mehrere Gastprofessuren inne, u. a. an der Malmö University in Schweden und an der University of Toronto in Kanada.
Die Schwerpunkte seiner Forschung liegen in den Bereichen internationale Migration, Integration ethnischer und nationaler Minderheiten, Staatsbürgerschaft, Sozialpolitik und Entwicklungspolitik.
Faist ist Mitglied im Rat für Migration. 2020 wurde er in die Nordrhein-Westfälischen Akademie der Wissenschaften und der Künste gewählt.
Faist ist in mehreren Forschungsprojekten, unter anderem Projekten der Deutschen Forschungsgemeinschaft und der Europäischen Union, leitend tätig gewesen, veröffentlichte zahlreiche wissenschaftliche Artikel, ist Autor mehrerer englisch- und deutschsprachiger Bücher und Herausgeber zahlreicher Bände.

## Schriften (Auswahl)
- Exit: Warum Menschen aufbrechen – Globale Migration im 21. Jahrhundert, 2022, ISBN 978-3-406-78236-7
- Das Transnationale in der Migration: Eine Einführung, Weinheim: Beltz Juventa. Co-Autoren Margit Fauser und Eveline Reisenauer, 2014, ISBN 978-3-7799-5139-1
- Multiculturalism: From Heterogeneities to Social (In)Equalities, Bielefeld: Universität Bielefeld 2012
- Beyond a Border: The Causes and Consequences of Contemporary Immigration, Thousand Oaks, CA: SAGE/Pine Forge Press, 2010, mit Peter Kivisto, ISBN 978-1-4129-2495-5
- Citizenship: Discourse, Theory and Transnational Prospects, Oxford: Blackwell, 2007, mit Peter Kivisto, ISBN 978-1-4051-0552-1
- Between Autonomy and the European Union: The Europeanization of National Immigration Policies, Houndmills, UK: Palgrave Macmillan, 2006, mit Andreas Ette, ISBN 1-4039-8713-0
- The Volume and Dynamics of International Migration and Transnational Social Spaces, Oxford: Oxford University Press, 2000/2004, ISBN 0-19-829391-7
- Transstaatliche Räume. Wirtschaft, Politik und Kultur in und zwischen Deutschland und der Türkei, Bielefeld: transcript Verlag, 2000, ISBN 3-933127-54-8
- Ausland im Inland: Die Beschäftigung von Werkvertrags-Arbeitnehmern in der Bundesrepublik Deutschland, Baden-Baden: Nomos. Co-Autoren Klaus Sieveking, Uwe Reim und Stefan Sandbrink, 1999, ISBN 3-7890-6042-9
- Soziale Schließung in rassistisch gespaltenen Arbeitsmärkten: Eine Fallstudie zum Solidarismus schwarzer Müllarbeiter in Memphis, Tennessee. Frankfurt: Peter Lang Verlag, 1986, ISBN 3-8204-9525-8